# Climping
Climping (également écrit Clymping) est une paroisse civile qui rassemble les hameaux situés autour du village de Climping dans le district d'Arun, dans le comté du Sussex de l'Ouest, dans le Sud de l’Angleterre. Située à 5 km à l'ouest de Littlehampton, sa population est de 771 habitants en 2011.

## Source de la traduction
- (en) Cet article est partiellement ou en totalité issu de l’article de Wikipédia en anglais intitulé « Clymping » (voir la liste des auteurs).